# 赵拴龙
赵拴龙（1942年—），男，山西原平人，中华人民共和国军事人物，中国人民解放军少将，曾任甘肃省军区司令员，第九届全国人大代表。

## 家庭
叔叔赵尔陆。